# 小国町立病院
小国町立病院（おぐにちょうりつびょういん）は、山形県西置賜郡小国町にある医療機関。
病院内におぐに訪問看護ステーション、病院に隣接して老人保健施設「温身の郷」も存在する。

## 診療科
- 内科
- 整形外科
- 外科（休止中）
- 産婦人科（休止中）
- 小児科
- 眼科
- 耳鼻咽喉科
- 歯科

## 備考
2021年2月19日、人口減少の中で病院の持続的な経営を図るため、外科と産婦人科の両診療科の休止をすることを発表した。

## アクセス
- バス
  - 町立病院行き町営バス停下車[1]

無料駐車場あり（200台）

## 周辺
- 米坂線
- 小国町総合スポーツ公園
- 国道113号